# Arrondissement Forbach-Boulay-Moselle
Forbach-Boulay-Moselle is een arrondissement van het Franse departement Moselle in de regio Grand Est. Het arrondissement is op 1 januari 2015 ontstaan toen het arrondissement Boulay-Moselle werd samengevoegd met het arrondissement Forbach, dat aansluitend hernoemd werd naar Forbach-Boulay-Moselle. De onderprefectuur is Forbach.

## Kantons
Het arrondissement is samengesteld uit de volgende kantons:
- Kanton Boulay-Moselle
- Kanton Bouzonville (zuidelijk deel)
- Kanton Faulquemont (oostelijk deel)
- Kanton Forbach
- Kanton Freyming-Merlebach
- Kanton Saint-Avold
- Kanton Sarralbe (westelijk deel)
- Kanton Stiring-Wendel